# Kwaisa

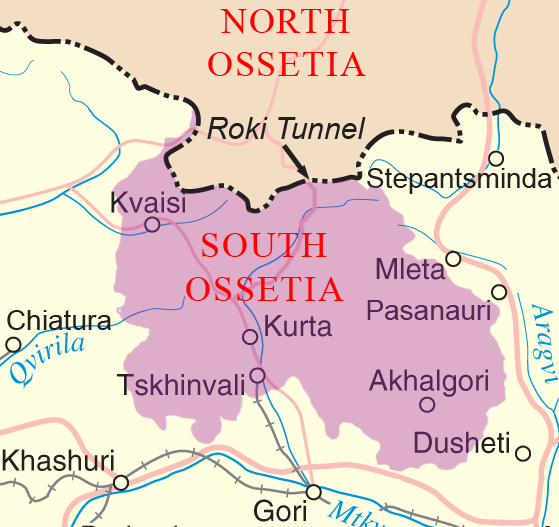
Mapa Osetii Południowej z zaznaczonymi większymi miejscowościami, w tym z Kwaisi

Kwaisi (oset. Квайса, ros. Кваиси, Квайса, gruz. კვაისა) – miejscowość w spornej Osetii Południowej (przez władze osetyjskie ustanowiona w 2007 roku miastem), 60 km na północny wschód od Cchinwali i 20 km od Oni. Kwaisi leży nad rzeką Dżedżora, dopływem rzeki Rioni. W 2015 roku liczyła 985 mieszkańców.